# Краснорябинское сельское поселение
Краснорябинское се́льское поселе́ние — муниципальное образование в Хотынецком районе Орловской области Российской Федерации
Площадь 9825 га. Административный центр — село Красные Рябинки.

## Физико—географическая характеристика
Муниципальное образование находится в восточной части Хотынецкого района.
Основные реки — Орлик и Орлица.

### Климат
На территории поселения господствует умеренно континентальный тип климата (по классификации Кёппена Dfb).

## История
Краснорябинское сельское поселение образовано 25 октября 2004 г.
Во время Великой Отечественной войны территория муниципального образования была оккупирована немецко—фашистскими захватчиками с 5 октября 1941 года. Почти два года длилась фашистская политика террора, насилия и грабежей над местным населением, которое так и не покорилось, а лишь продолжало храбро сопротивляться. Населённые пункты муниципального образования начали освобождаться только в первой декаде августа 1943 года усилиями РККА:
- 30 танковый корпус — д. Басово (8 августа), с. Большие Рябинки (7 августа), д. Коськово (7 августа)[5]
- 26 гвардейская стрелковая дивизия (ГСД) — д. Дубрава (10 августа)[5]
- 77 ГСД — д. Елагино (9 августа), д. Жердево (8 августа)[5]
- 83 ГСД — д. Калиновка (9 августа)[5]

## Население
| 2010 | 2012 | 2013 | 2014 | 2015 | 2016 | 2017 |
| ---- | ---- | ---- | ---- | ---- | ---- | ---- |
| 587  | ↘569 | ↘545 | ↘524 | ↘502 | ↘489 | ↘486 |
| 2018 | 2019 | 2020 | 2021 | 2023 |      |      |
| ↘478 | ↘468 | ↗472 | ↗528 | ↗539 |      |      |

## Состав сельского поселения
В Краснорябинское сельское поселение входят 17 населённых пунктов:
| №  | Населённый пункт | Тип населённого пункта       | Население |
| -- | ---------------- | ---------------------------- | --------- |
| 1  | Басово           | деревня                      | 1         |
| 2  | Большие Рябинки  | село                         | ↘114      |
| 3  | Воротынцево      | деревня                      | 1         |
| 4  | Демидовка        | посёлок                      | 0         |
| 5  | Добрый Путь      | посёлок                      | 5         |
| 6  | Дубрава          | деревня                      |           |
| 7  | Елагино          | деревня                      | 4         |
| 8  | Жердево          | деревня                      | 9         |
| 9  | Калиновка        | деревня                      | 0         |
| 10 | Коськово         | деревня                      | 6         |
| 11 | Красные Рябинки  | село, административный центр | ↘240      |
| 12 | Луковец          | посёлок                      | 1         |
| 13 | Никольское       | село                         | ↘179      |
| 14 | Петрово          | деревня                      | 1         |
| 15 | Свободка         | посёлок                      | 1         |
| 16 | Сорокина         | деревня                      | 13        |
| 17 | Ясная Поляна     | посёлок                      | 4         |

## Транспорт
По территории поселения проходит местная дорога 54К—387, связывающая районный центр пгт. Хотынец с административным центром муниципального образования с. Красные Рябинки. Расстояние 12 км.